# Vostok 5
Vostok 5 (Восток 5) byla sovětská vesmírná mise v rámci programu Vostok, která vynesla kosmonauta Valerije Bykovského na oběžnou dráhu. Podobně jako Vostok 3 a Vostok 4 byly Vostok 5 a Vostok 6 spojené mise a podobně jako předcházející pár kosmonautů se i tyto dva Vostoky na oběžné dráze k sobě přiblížily a navázaly rádiové spojení.

## Údaje o lodi
Vostok 5 byla jednomístná kosmická loď o délce 5 metrů, průměru 2,3 metru a hmotnosti 4720 kg.
Do vesmíru ji z kosmodromu Bajkonur v Kazachstánu vynesla stejnojmenná raketa 14. června 1963. Byla později zaevidována v katalogu COSPAR pod označením 1963-020A. Byla devátou lodí na orbitě planety Země.

## Posádka
- Valerij Bykovskij

### Záložní posádka
- Boris Volynov

## Průběh letu

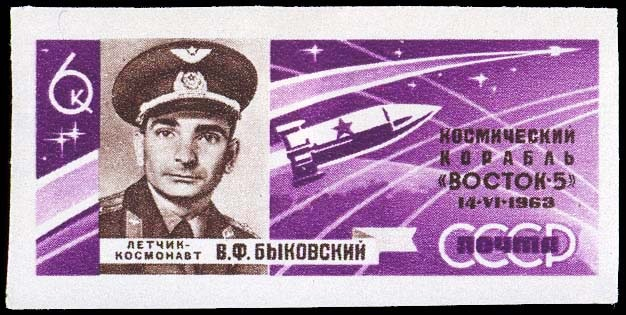
Poštovní známka z R. 1963 s Valerijem Bykovským a Vostokem 5

Kosmonaut Valerij Bykovskij měl původně zůstat na oběžné dráze osm dní, ale plán mise byl několikrát změněn kvůli sluneční aktivitě, až byl let nakonec po pěti dnech ukončen. I tak zůstává tento let nejdelším letem jediného kosmonauta v historii. Mise trvala celkem 118 hodin a 57 minut a loď uskutečnila 81 oběhů Země. Používal volací znak Jastreb. Celý jeden oběh se pohyboval odpoután po své kabině. Vyzkoušel ruční řízení. Čtyřikrát denně jedl.
Bykovskij měl během mise problémy s odpadovým systémem. Další nepříjemností bylo, podobně jako při letech Vostok 1 a Vostok 2, problémové oddělení servisní části od návratového modulu před vstupem do atmosféry. Bykovskij přistál na padáku 540 km severozápadně od města Karaganda.
Návratová kapsle, která přistála na svém padáku, je uložená v Ciolkovského muzeu ve městě Kaluga.